# Heining-lès-Bouzonville
Heining-lès-Bouzonville település Franciaországban, Moselle megyében. Lakosainak száma 485 fő (2022. január 1.). Heining-lès-Bouzonville Villing, Château-Rouge, Bouzonville, Guerstling és Vœlfling-lès-Bouzonville községekkel határos.

## Népesség
A település népességének változása:
| Lakosok száma | 263  | 453  | 522  | 479  | 512  | 499  | 477  | 483  | 481  | 485  |
|               | 1968 | 1982 | 1990 | 2006 | 2013 | 2015 | 2017 | 2019 | 2020 | 2022 |